# The Gitas
«The Gitas» — украинско-американская рок-группа, основанная в 2014 году фронтменом группы «Димна Суміш» Александром Чемеровым.
Группа основана в Лос-Анжелесе в апреле 2014 года. Фронтменом, идеологом и автором песен является Александр Чемеров, в прошлом — лидер известной украинской группы «Димна Суміш», переехавший в 2012 году в США. Название группы означает «песни» на санскрите. 
В январе 2015 года выходит дебютный мини-альбом «Garland». Альбом сочетал в себе звучание тяжёлых гитар, индийских музыкальных инструментов (табла и ситар), а также синтезированные звуки и биты. В описании альбома стиль группы был охарактеризован как «соул-рок с включениями поп-музыки, блюза, панка и более тяжелых элементов». Альбом был записан с американскими сесионными музыкантами под руководством продюсера Джерона Лукса, а в последней композиции альбома приняли участие бывшие участники «Дымной смеси» — Сергей Мартынов и Нила Гопал.
В феврале 2017 года выходит первый полноценный альбом группы, получивший название «Beverly Kills». Заглавная песня с альбома стала саундтреком к американскому сериалу «Music Happens Here».
В июне 2018 года выходит совместная запись The Gitas и украинской группы «Бумбокс» — песня «Тримай мене» (укр. Держи меня).

## Дискография

### Студийные альбомы
- Beverly Kills (2017)

### Мини-альбомы
- Garland (2015)

### Синглы
- 2016 — Beverly Kills
- 2018 — Ne movchy
- 2018 — Purge
- 2018 — Тримай Мене (при участии Boombox)
- 2020 —  Mass Shooter
- 2020 —  Shotgun

## Видеография
- Mood For Love (2015)
- Gemini Feed (2018)
- Purge (2018)